# Quarante martyrs d'Angleterre et du pays de Galles
Pour un article plus général, voir Martyrs d'Angleterre et du pays de Galles.
Pour les articles homonymes, voir Quarante martyrs.
Les quarante martyrs d'Angleterre et du pays de Galles sont les quarante martyrs canonisés le 25 octobre 1970 par le pape Paul VI. Bien que tous commémorés le 25 octobre, ils sont aussi séparément célébrés, dans le diocèse de leur naissance, au jour anniversaire de leur mort.

## Liste des martyrs
Dans la liste ci-dessous, les prénoms sont francisés et les saints sont classés par ordre alphabétique de leurs prénoms.
- Alban-Barthélémy Roe
- Alexandre Briant
- Ambroise Barlow
- Anne Line
- Augustin Webster
- Cuthbert Mayne
- David Lewis
- Edmond Arrowsmith
- Edmond Campion
- Edmond Gennings
- Eustache White
- Henry Morse
- Henri Walpole
- Jean Almond
- Jean Boste
- Jean Houghton
- Jean Jones
- Jean Kemble
- Jean Lloyd
- Jean Payne
- Jean Plessington
- Jean Rigby
- Jean Roberts
- Jean Southworth
- Jean Stone
- Jean Wall
- Luc Kirby
- Marguerite Clitherow
- Marguerite Ward
- Nicolas Owen
- Philip Evans
- Philippe Howard
- Poulidor Plasden
- Ralph Sherwin
- Richard Gwyn
- Richard Reynolds
- Robert Lawrence
- Robert Southwell
- Swithun Wells
- Thomas Garnet